# Bola Abidoye
Bola Elizabeth Abidoye (* 11. September 1965) ist eine ehemalige nigerianische Fußballschiedsrichterin.
Von 1995 bis 2009 stand sie auf der Liste der FIFA-Schiedsrichter und leitete internationale Fußballpartien.
Abidoye wurde für zwei Fußball-Weltmeisterschaften nominiert, bei denen sie insgesamt vier WM-Spiele leitete. Bei der Weltmeisterschaft 1999 in den Vereinigten Staaten und bei der Weltmeisterschaft 2003 in den USA pfiff sie jeweils zwei Gruppenspiele.